# Mimasyngenes lucianae
Mimasyngenes lucianae är en skalbaggsart som beskrevs av Maria Helena M. Galileo och Martins 2003. Mimasyngenes lucianae ingår i släktet Mimasyngenes och familjen långhorningar. Inga underarter finns listade i Catalogue of Life.